# アルカリホスファターゼ

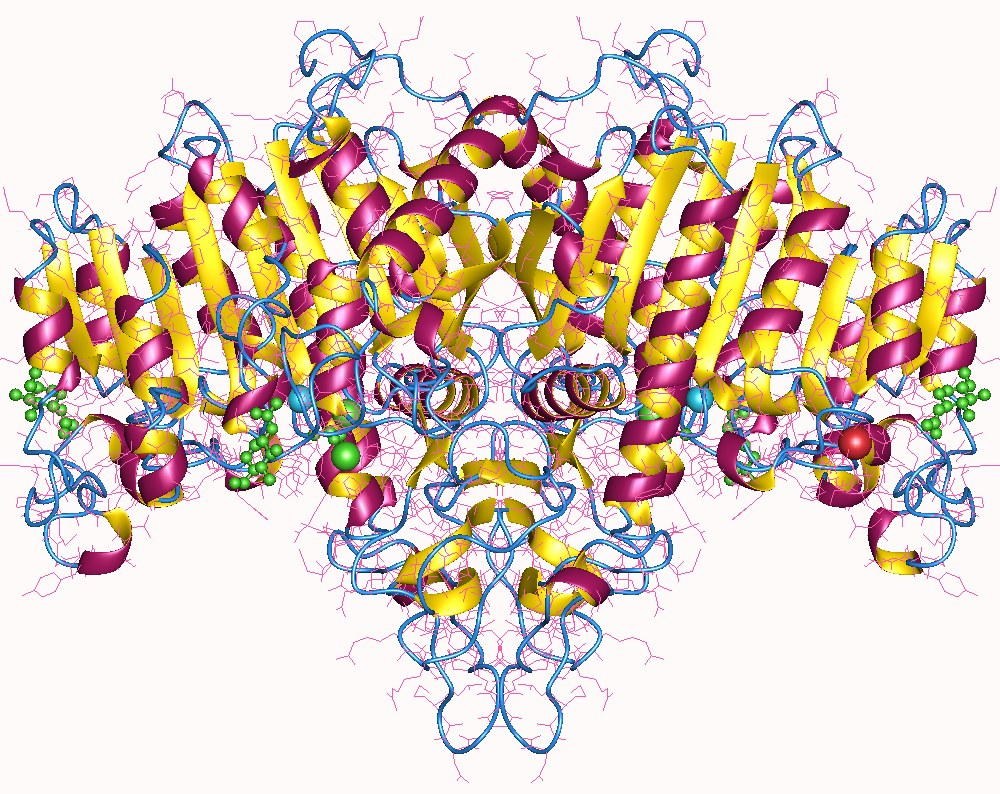
Alkaline phosphatase dimer, Human.

アルカリホスファターゼ（Alkaline Phosphatase、略号:ALP；EC 3.1.3.1）はアルカリ性条件下でリン酸エステル化合物を加水分解する酵素である。最適pHは10.2である。
肝臓をはじめ、腎臓、骨芽細胞、胎盤、小腸など、広く全身に分布するが、その大部分は細胞膜上に局在しており、その一部が血清中に放出されて、わずかに存在しており、血清中に存在するALPのほとんどは肝臓型または骨型のALPである。
血清中のALP濃度が上昇する場合には、これらの臓器の壊死や破壊に伴う修復活動として細胞再生が行われており、これに伴ってALPの合成亢進が行われ、血中への放出が進んだものと考えられる。前述の臓器に損傷があった場合いずれの場合もALP値の上昇を招きうるが、臨床検査ではALPは主として肝機能の指標の一つとして扱われることが多い。
遺伝子工学では、組み換え効率を高めるために制限酵素で切断したベクター末端をアルカリホスファターゼで処理する。

## 臨床検査

### 測定法
ALPの測定方法には、主なものでKind-King法、Bessey-Lowry法、GSCC法、SSCC法、JSCC法の5種類がある。自動分析装置の測定にはGSCC法以下の測定方法が適しているため、現在ではこれらの3つの方法の内のいずれかが用いられることが多い。
Bessey-Lowry法
基質としてp-ニトロフェニルリン酸を用い，生成するp-ニトロフェノールをアルカリに加え，酵素反応を停止すると同時に黄色に呈色させて，比色定量する

### 基準値
健常成人の通常の基準値は以下の通り。
- Kind-King法：3～10KAU
- Bessey-Lowry法：0.8～2.9BLU
- GSCC法：90～280U/L
- SSCC法：70～260U/L
- JSCC法：100～350U/L

いずれも測定機関により変動があるので注意。
ALPは上述の通り、骨芽細胞にも多く存在するため、その活動が活発化している骨格形成期にあたる乳幼児～思春期にかけては基準値が大きく異なっている。骨折時にもALP値が上昇することが知られている。また、胎盤にも多く存在し、妊娠後期～分娩後数週間の血中濃度は基準値の数倍程度の高値を示す。

### 異常値
ALP異常値の場合、多くは肝障害が疑われる。特にASTやALTの上昇があまり見られないにもかかわらずALP値が上昇している場合には胆汁の鬱滞の可能性が高く、黄疸などを発症する場合が多い。また、肝臓や骨に癌がある場合もALPは上昇する。ALPが高値を示した場合、電気泳動などの方法でアイソザイムを特定することにより由来臓器を推定し、診断に役立てることも可能である。
異常低値の場合は亜鉛の欠乏も鑑別に上がる。